# Bez hamulców
Bez hamulców (ang. Premium Rush) – amerykański film sensacyjny z 2012 roku w reżyserii Davida Koeppa. Wyprodukowana przez Columbia Pictures.
Premiera filmu miała miejsce 24 sierpnia 2012 roku w Stanach Zjednoczonych.

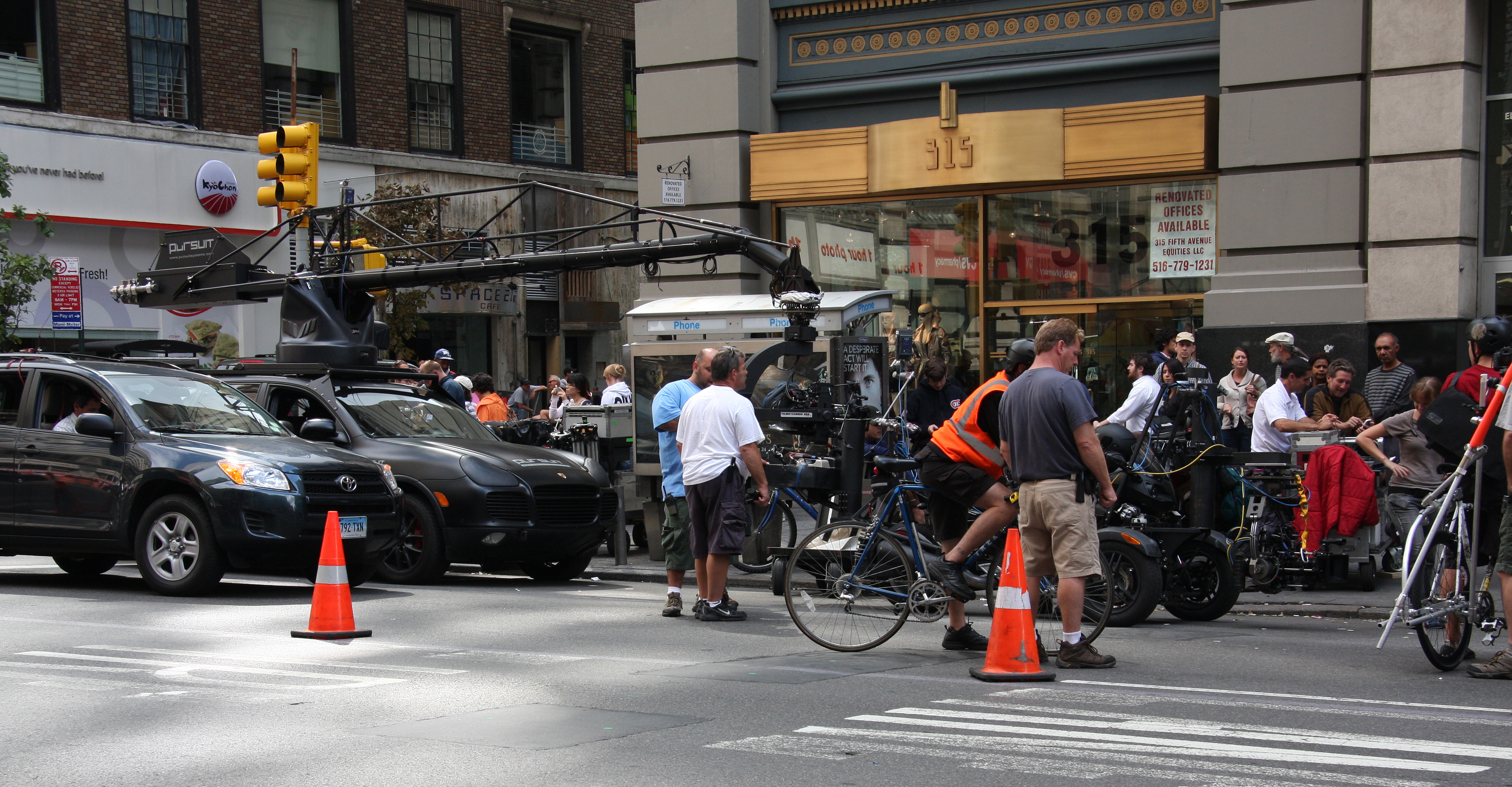
Plan filmowy

## Opis fabuły
Akcja filmu rozgrywa się w Nowym Jorku. Wilee (Joseph Gordon-Levitt) pracuje jako kurier rowerowy. Pewnego dnia ma przekazać klientowi tajemniczą kopertę. W ten sposób zostaje uwikłany w niebezpieczną intrygę, gdyż zawartością przesyłki jest zainteresowany skorumpowany stróż prawa Bobby Monday (Michael Shannon).

## Obsada
- Joseph Gordon-Levitt jako Wilee
- Michael Shannon jako Bobby Monday
- Dania Ramirez jako Vanessa
- Wolé Parks jako Manny
- Aasif Mandvi jako Raj
- Jamie Chung jako Nima
- Christopher Place jako Roselli
- Henry O jako pan Leung
- Boyce Wong jako pan Lin
- Brian Koppelman jako Loan Shark
- Kevin Bolger jako Squid

i inni